# Jean-Frédéric Chapuis
Jean-Frédéric Chapuis (n. 2 martie 1989, Bourg-Saint-Maurice, Rhône-Alpes, Franța) este un sportiv ce a reprezentat Franța, medaliat olimpic. A participat la 2 ediții ale Jocurilor Olimpice (2014, 2018) în care a câștigat o medalie de aur.